# Ranavalona I
Ranavalona I (tên khai sinh Rabodoandrianampoinimerina; 1778 - 16 tháng 8, 1861) là nữ hoàng của Vương quốc Madagascar từ 1828 đến 1861. Sau cái chết của chồng bà, Radama I, Ranavalona trở thành nữ hoàng và theo đuổi chính sách cô lập, tự cung tự cấp, giảm mối quan hệ kinh tế và chính trị với quyền lực châu Âu, đẩy lùi cuộc tấn công của Pháp vào thị trấn ven biển Foulpointe và thực hiện các biện pháp mạnh mẽ để tiêu diệt phong trào Kitô giáo Malagasy nhỏ bé được khởi xướng dưới quyền Radama I bởi các thành viên của Hội truyền giáo London. Bà đã sử dụng nhiều phương pháp truyền thống fanompoana (cưỡng bức lao động làm thuê) để hoàn thành các dự án công trình công cộng và phát triển một đội quân nằm trong khoảng từ 20.000 đến 30.000 lính Merina, quân mà bà triển khai để làm dịu đi tình hình các vùng xa xôi của đảo và tiếp tục mở rộng lãnh thổ. Sự kết hợp của chiến tranh thường xuyên, bệnh tật, lao động cưỡng bức nặng nhọc và các biện pháp khắc nghiệt của luật pháp dẫn đến tỷ lệ tử vong cao trong số binh sĩ và dân thường như nhau trong suốt 33 năm trị vì của bà.
Mặc dù bị che khuất bởi chính sách của Ranavalona, lợi ích chính trị của Pháp và Anh ở Madagascar vẫn chưa được hoàn thiện. Sự phân chia giữa các phe phái truyền thống và ủng hộ châu Âu tại triều đình của nữ hoàng tạo ra những cơ hội mà các trung gian châu Âu khai thác trong một nỗ lực đẩy nhanh sự kế thừa của con trai của Ranavalona, Radama II. Vị hoàng tử trẻ không đồng ý với nhiều chính sách của mẹ và tuân theo các đề xuất của Pháp về khai thác tài nguyên của hòn đảo, như được thể hiện trong Điều lệ Lambert, ông cam kết với một đại diện Pháp vào năm 1855. Những kế hoạch này chưa bao giờ thành công, và Radama II đã không lên ngôi cho đến năm 1861, khi Ranavalona qua đời ở tuổi 83.
Những người đương thời châu Âu trong triều đại Ranavalona thường lên án các chính sách của bà và đặt cho bà  một hình tượng là một bạo chúa ở mức tồi tệ và điên rồ nhất.